# 1997.
◄ | 19. stoljeće | 20. stoljeće | 21. stoljeće | ►
◄ | 1960-ih | 1970-ih | 1980-ih | 1990-ih | 2000-ih | 2010-ih | 2020-ih | ►
◄◄ | ◄ | 1994. | 1995. | 1996. | 1997. | 1998. | 1999. | 2000. | ► | ►►
Arhitektura • Astronautika • Astronomija • Biologija • Film • Fotografija • Glazba • Kazalište • Kemija • Kiparstvo • Knjige • Književnost • Kršćanstvo • Meteorologija • Medicina • Planinarstvo • Politika • Pravo • Promet • Slikarstvo • Strip • Šport • Televizija • Znanost • Zrakoplovstvo • Željeznički promet
1997. (rimski MCMXCVII), bila je devedeset i šesta godina 20. stoljeća i devetsto devedeset i šesta godina 2. tisućljeća.
Katolička Crkva proglasila ju je Godinom Isusa Krista.

## Događaji
- 7. siječnja – Hrvatski planinar Stipe Božić prilikom uspona imenovao vrh na Antarktici po Hrvatskoj.
- 25. siječnja – Obnovljen Hrvatski motociklistički savez, nakon razdvajanja Hrvatskog auto i moto športskog saveza (HAMŠS) na Hrvatski auto i karting savez i Hrvatski motociklistički savez.[2][3][4]
- 4. veljače – Predsjednik Srbije, Slobodan Milošević, priznao pobjedu oporbe na mjesnim izborima nakon prosvjeda koji su trajali tri mjeseca.
- 15. veljače – Osnovan Hrvatski auto i karting savez,[2] nakon razdvajanja Hrvatskog auto i moto športskog saveza (HAMŠS) na Hrvatski auto i karting savez i Hrvatski motociklistički savez.[3]
- 22. veljače – Klon ovce Dolly predstavljen javnosti, postaje prvo klonirano biće
- 2. svibnja – Tony Blair postaje premijer Ujedinjenog Kraljevstva.
- 17. svibnja – S odašiljanjem započeo program Hrvatskog katoličkog radija.[5]
- 17. svibnja – Zair postaje Demokratska Republika Kongo.
- 1. srpnja – Hong Kong prelazi pod kineski suverenitet.
- 15. srpnja – Slobodan Milošević izabran za predsjednika Savezne Republike Jugoslavije.
- 31. kolovoza – U automobilskoj nesreći u Parizu poginula Diana, princeza od Walesa.
- 4. rujna – Uspostavljeni diplomatski međudržavni odnosi Hrvatske i Izraela.
- 18. rujna – Islamistička skupina izvela teroristički napad Mostaru.
- 8. studenoga – U Zagrebu osnovana Velika loža Hrvatske
- 25. prosinca – Zadnji nastup Klape Zadranke.

## Rođenja

### Siječanj – ožujak
- 11. veljače – Rosé, novozelandska i južnokorejska pjevačica
- 14. veljače – Breel Embolo, švicarski nogometaš
- 23. veljače – Konstantin Harkov, ruski i hrvatski vaterpolist
- 17. ožujka – Katie Ledecky, američka plivačica
- 19. ožujka – Rūta Meilutytė, litvanska plivačica

### Travanj – lipanj
- 5. travnja – Rino Burić, hrvatski vaterpolist
- 6. svibnja – Filip Glavaš, hrvatski rukometaš
- 15. svibnja – Ousmane Dembélé, francuski nogometaš
- 12. srpnja – Malala Yousafzai, pakistanska aktivistica
- 11. lipnja – Unai Simón, španjolski nogometaš

### Srpanj – rujan
- 13. srpnja – Andrea Šimara, hrvatska rukometašica
- 24. srpnja – Emre Mor, dansko-turski nogometaš
- 6. kolovoza – Dea Presečki, hrvatska glumica
- 6. kolovoza – Marcus Thuram, francuski nogometaš
- 11. kolovoza – Elena Kitić, srpska pjevačica
- 31. kolovoza – Dika Mem, francuski rukometaš
- 6. rujna – Daniel Dubois, britanski boksač
- 12. rujna – Sydney Sweeney, američka glumica
- 30. rujna – Jana Kudrjavceva, ruska ritmička gimnastičarka

### Listopad – prosinac
- 9. listopada – Nina Donneli, hrvatska i slovenska pjevačica
- 20. listopada – Andrej Rubljov, ruski tenisač
- 21. listopada – Kristina Prkačin, hrvatska rukometašica
- 28. listopada – Taylor Fritz, američki tenisač
- 31. listopada – Marcus Rashford, engleski nogometaš
- 5. studenoga – Anthony Kalik, australski nogometaš hrvatskoga porijekla
- 10. studenoga – Joost Klein, nizozemski pjevač
- 13. studenoga – Leona Popović, hrvatska skijašica
- 19. studenoga – Grant Holloway, američki atletičar
- 27. prosinca – Ana Konjuh, hrvatska tenisačica

## Smrti

### Siječanj – ožujak
- 8. siječnja – Stanislav Pavlić, hrvatski političar (* 1939.)
- 2. veljače – Erich Eliskases, austrijski, njemački i argentinski šahovski velemajstor
- 26. veljače – Giuseppe Nuccio Bertone, talijanski proizvođač automobila (* 1912.)
- 14. ožujka – Fred Zinnemann, američki filmski redatelj austrijskog porijekla (* 1907.)
- 15. ožujka – Victor Vasarely, francuski slikar i grafičar mađarskog porijekla (* 1908.)

### Travanj – lipanj
- 25. travnja – Vjekoslav Rukljač, hrvatski kipar (* 1916.)
- 5. svibnja – Lojze Rozman, slovenski glumac (* 1930.)
- 1. lipnja – Zvonimir Golob, hrvatski pjesnik (* 1927.)
- 25. lipnja – Jacques-Yves Cousteau, francuski istraživač mora (* 1910.)

### Srpanj – rujan
- 1. srpnja – Robert Mitchum, američki glumac (* 1917.)
- 2. srpnja – James Stewart, američki filmski glumac (* 1908.)
- 12. srpnja – Vinko Nikolić, hrvatski emigrantski pisac i novinar (* 1912.)
- 15. srpnja – Gianni Versace, talijanski modni kreator (*1946.)
- 16. kolovoza – Fedor Hanžeković, hrvatski filmski režiser (* 1913.)
- 18. kolovoza – Renato Sanches, portugalski nogometaš
- 31. kolovoza – Diana Spencer, britanska princeza od Walesa (* 1961.)
- 5. rujna – Majka Terezija, časna sestra albanskog porijekla (* 1910.)

### Listopad – prosinac
- 4. listopada – Romano Amerio, švicarski teolog, filozof i publicist (* 1905.)
- 7. listopada – Janez Vrhovec, srpski glumac (* 1921.)
- 5. studenog – Isaiah Berlin, rusko - britanski filozof (* 1909.)
- 20. studenog – Stanislava Pešić, srpska glumica (* 1941.)
- 16. prosinca – Oksana Ivanenko, ukrajinska književnica (* 1906.)

## Nobelova nagrada za 1997. godinu
- Fizika: Steven Chu, Claude Cohen-Tannoudji i William D. Phillips
- Kemija: Paul Delos Boyer, John Ernest Walker i Jens Christian Skou
- Fiziologija i medicina: Stanley B. Prusiner
- Književnost: Dario Fo
- Mir: Međunarodna kampanja za razminiranje  i Jody Williams
- Ekonomija: Robert Merton i Myron Scholes

## Vanjske poveznice
|  | Zajednički poslužitelj ima još gradiva o temi 1997. |